# Le Désert de feu (film, 1971)
Pour plus de détails, voir Fiche technique et Distribution.
Le Désert de feu (Deserto di fuoco) est un film d'aventure italien sorti en 1971, réalisé par Renzo Merusi.

## Synopsis
Un bandit dérobe un fourgon qui transporte la paie des ouvriers employés à construire une route. Il élimine ses complices. Un aventurier, Bill, lui dérobe son butin et le remet à son amie Juana. Le père de celle-ci confie à Bill une cargaison d'armes destinées à des rebelles indépendantistes en Afrique. Le bandit trompé attaque le convoi et fait exploser les armes, mais Bill lui règle son compte et s'en va avec Juana.

## Fiche technique
- Titre français : Le Désert de feu[4]
- Titre original italien : Deserto di fuoco
- Genre : Film d'aventure
- Réalisation : Renzo Merusi
- Scénario : Renzo Merusi et Leandro Lucchetti
- Musique : Franco Bixio, orchestre dirigé par Roberto Pregadio
- Production : Nuova Films Story
- Photographie : Sergio Salvati (en)
- Format d'image : Techniscope - Technicolor[3]
- Décors : Franco Fumagalli
- Maquillage : Anacleto Giustini
- Montage : Maurizio Mangosi
- Durée : 86 min
- Année de sortie : 1970
- Pays :  Italie
- Langue originale : italien
- Date de sortie en salle en France : 12 janvier 1972[5]

## Distribution
- Edwige Fenech : Juana
- George Wang : El Marish
- Giuseppe Addobbati : Jean Legorn
- Zohra Faïza
- Ettore Marcello
- Carla Mancini
- Fatma Bentali
- Peter Martell : Bill

## Critique
Selon D. Maillet : « Le genre de film où il n'y a rien à dire, parce qu'on sait à quoi on s'attend. C'est grotesque, ridicule et bassement commercial, mais ça plaît aux spectateurs auxquels c'est destiné ».